# Квиритское право
Квири́тское пра́во (лат. jus Quiritium) — система древнейшего римского права. Основным его источником были Законы двенадцати таблиц.

## Объяснение названия
Название «Квиритское право» связано с тем, что квиритами называли римских граждан. Позднее квиритское право получило название цивильного права.
По другой версии древнейшее римское право называлось квиритским по имени древнейшего племени квиритов.

## Общая характеристика квиритского права
Квиритское право — древнейшее право у римлян.
Это право отделяет членов римской общины от не римлян и носит сословный характер даже внутри Рима. Квиритское право положило конец патриархальному строению семьи с безусловным господством домовладыки, в его рамках не было развитого права собственного и всего того, что закономерно обуславливает обращение такой собственности; отношения гражданства заканчивались на пороге римского дома и определяли только военно-общественную и религиозную деятельность узкого круга глав родов и семей в традициях, восходящих ещё к временам военной демократии власти вождей — царей.
При характеристике римского квиритского права следует иметь в виду, что оно соответствовало раннему периоду становления римского общества и государства. Поэтому право характеризовалось внутренней недифференцированностью, тесной связью с религией, неразвитостью правовых институтов и понятий. Ему были присущи консерватизм, замкнутый национальный характер, формализм, соединённый с символикой и ритуалом, и казуистичность.
Цивильным правом в тесном смысле считалась закреплённая законами узко национальная система частного права. В более широком смысле цивильное право обнимало также и все разъяснения и комментарии к цивильным законам, дававшиеся римскими юристами применительно к системе изложения в XII таблицах. К концу республики существовало несколько таких комментариев. Для юристов эпохи принципата и домината ius civile было одновременно и совокупностью норм действующего права и наукой права; большая часть старых законов была даже заслонена учениями и толкованиями юристов. В законодательство империи ius civile вошло в качестве древнейшей части римского права.
Квиритская собственность — собственность полноправных граждан древнего Рима. Имели право на торговлю. Правовое регулирование квиритской собственности производилось на основе квиритского права. Приобретение прав на квиритскую собственность производилось путём принуждения, властного распоряжения, дележа движимого имущества, передачи в результате фиктивного процесса.